# Bahnstrecke Hanušovice–Staré Město pod Sněžníkem
| Kursbuchstrecke (SŽ): | 294                  |                                                    |                 |
| Streckenlänge: | 9,383 km             |                                                    |                 |
| Spurweite: | 1435 mm (Normalspur) |                                                    |                 |
| Streckenklasse: | C2                   |                                                    |                 |
| Maximale Neigung: | 19 ‰                 |                                                    |                 |
| Streckengeschwindigkeit: | 40 km/h              |                                                    |                 |
| |                      |                                                    |                 |
| \| \| \| von Šternberk \| \| \| \| (0,000) \| Hanušovice früher Hannsdorf \| 395 m \| \| \| \| nach Głuchołazy \| \| \| \| 1,827 \| odb. Morava \| odb. Morava \| \| \| \| nach Lichkov \| \| \| \| 2,115 \| Hanušovice zastávka früher Waltersdorf \| 420 m \| \| \| 5,580 \| Vysoké Žibřidovice früher Hohenselbersdorf \| 465 m \| \| \| 8,973 \| Chrastice früher Kratzdorf \| 495 m \| \| \| 11,210 \| Staré Město pod Sněžníkem früher Mährisch Altstadt \| 520 m \| |                      |                                                    |                 |
| Strecke |                      | von Šternberk                                      | von Šternberk   |
| Bahnhof | (0,000)              | Hanušovice früher Hannsdorf                        | 395 m           |
| Abzweig geradeaus und nach rechts |                      | nach Głuchołazy                                    | nach Głuchołazy |
| Blockstelle | 1,827                | odb. Morava                                        | odb. Morava     |
| Abzweig geradeaus und nach links |                      | nach Lichkov                                       | nach Lichkov    |
| Haltepunkt / Haltestelle | 2,115                | Hanušovice zastávka früher Waltersdorf             | 420 m           |
| Haltepunkt / Haltestelle | 5,580                | Vysoké Žibřidovice früher Hohenselbersdorf         | 465 m           |
| Haltepunkt / Haltestelle | 8,973                | Chrastice früher Kratzdorf                         | 495 m           |
| Kopfbahnhof Streckenende | 11,210               | Staré Město pod Sněžníkem früher Mährisch Altstadt | 520 m           |

Die Bahnstrecke Hanušovice–Staré Město pod Sněžníkem ist eine regionale Eisenbahnverbindung in Tschechien, die ursprünglich von der Lokalbahn Hannsdorf–Mährisch Altstadt (tschech.: Místní dráha Hanušovice–Staré Město) erbaut worden ist. Sie führt im Glatzer Schneegebirge von Hanušovice (Hannsdorf) nach Staré Město pod Sněžníkem (Mährisch Altstadt)

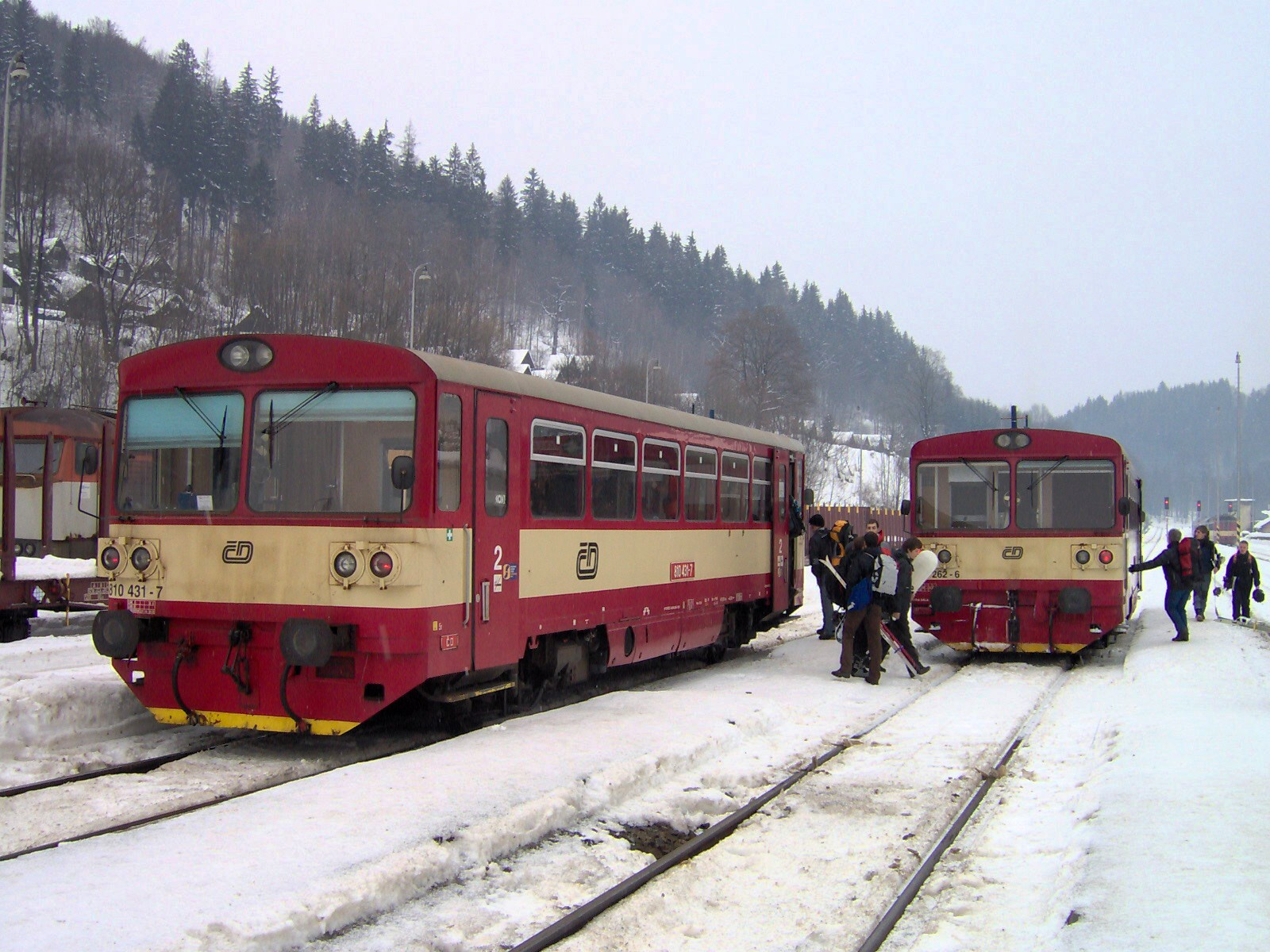
Hanušovice

Nach einem Erlass der tschechischen Regierung ist die Strecke seit dem 20. Dezember 1995 als regionale Bahn („regionální dráha“) klassifiziert.

## Geschichte
Am 17. August 1904 wurde die Konzession zum Baue und Betriebe einer als normalspurige Lokalbahn auszuführenden Lokomotiveisenbahn von der Station Hannsdorf der k.k. Staatsbahnlinie Sternberg–Grulich unter Mitbenutzung einer Teilstrecke der letzteren Bahnlinie nach Mährisch Altstadt erteilt. Am 4. Oktober 1905 wurde die durch die Täler der March und Krupá führende Strecke eröffnet.
Den Betrieb führten die k.k. Staatsbahnen (kkStB) für Rechnung der Lokalbahn Hannsdorf–Mährisch Altstadt. Im Jahr 1912 wies der Fahrplan der Lokalbahn vier täglich verkehrende Zugpaare 2. und 3. Klasse aus. Die Züge benötigten für die 11 Kilometer lange Strecke zwischen 33 und 37 Minuten.
Nach dem Ersten Weltkrieg übernahmen die neugegründeten Tschechoslowakischen Staatsbahnen (ČSD) die Betriebsführung von den kkStB. Im Jahr 1936 ging die Lokalbahn Hannsdorf–Mährisch Altstadt nach Übernahme aller Aktienanteile ins Eigentum der ČSD über.

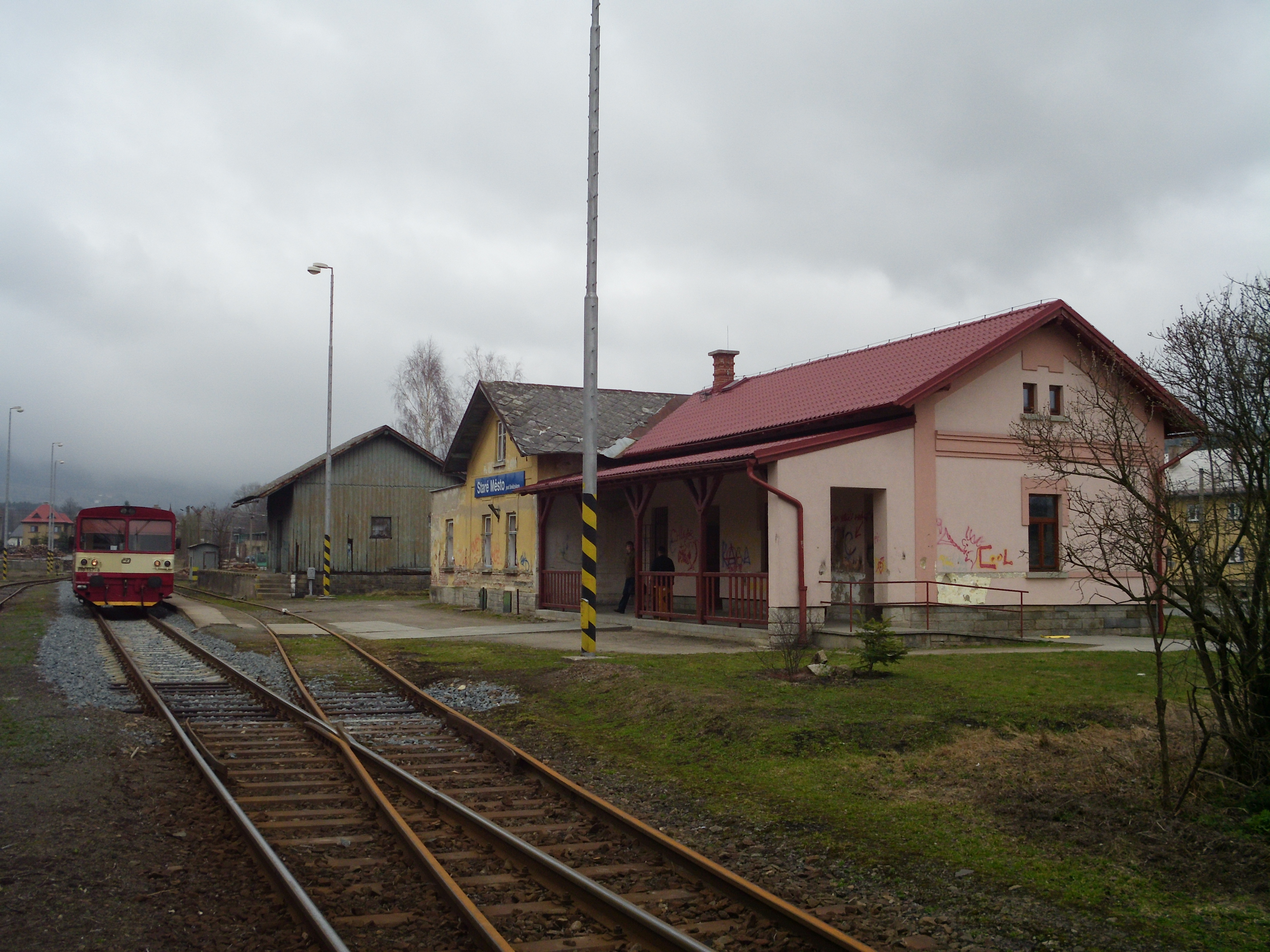
Bahnhof Staré Město pod Sněžníkem (2012)

Der Einsatz moderner Motorzüge ermöglichte in den 1930er Jahren sowohl eine Verdichtung des Fahrplanes als auch eine Fahrzeitverkürzung auf nur noch 31 Minuten bergwärts. Der Winterfahrplan von 1937/38 verzeichnete fünf Personenzugpaare 3. Klasse, die sämtlich als Motorzug verkehrten.
Nach der Angliederung des Sudetenlandes an Deutschland im Herbst 1938 kam die Strecke zur Deutschen Reichsbahn, Reichsbahndirektion Breslau. Im Reichskursbuch war die Verbindung nun als KBS 154a Hannsdorf–Mährisch Altstadt enthalten. Damit einher ging die endgültige Verstaatlichung und Auflösung der Lokalbahn Hannsdorf–Mährisch Altstadt. Das Gesetz vom 2. August 1940 „betreffend die Übernahme von Eisenbahnen im Reichsgau Sudetenland und in den in die Reichsgaue Oberdonau und Niederdonau eingegliederten Teilen der sudendeutschen Gebiete auf das Reich“ regelte u. a. die Verstaatlichung von neun Lokalbahnen mit einer Gesamtlänge von 169,77 km, an denen der tschechoslowakische Staat bereits die Mehrheit der Aktienanteile besessen hatte.
Nach dem Ende des Zweiten Weltkriegs kam die Strecke wieder zu den ČSD.
Der Fahrplan 2008 verzeichnete insgesamt 13 Zugpaare an Werktagen, die in einem angenäherten Stundentakt verkehren.

## Fahrzeugeinsatz
Für Rechnung der Lokalbahn Hannsdorf–Mährisch Altstadt erwarben die kkStB nurmehr eine einzelne Lokomotive der Reihe 97. Die Lokomotive besaß die Betriebsnummer 97.241. Sie steht heute in desolatem Zustand im Eisenbahnmuseum Bratislava.